# Karl Deters
Karl Emil Friedrich Deters (* 15. Januar 1876 in Bremerhaven; † 5. November 1945 in Hamburg) war ein deutscher Manager. Er war 1927 bis 1932 für die Deutsche Volkspartei Mitglied der Hamburgischen Bürgerschaft.

## Leben
Karl Deters machte sein Staatsexamen, wurde Konstrukteur auf einer Werft und später technischer Leiter der Reederei Argo, Bremen. Von Januar 1910 bis zum Übergang an die Hamburg-Amerika-Linie leitete Deters die Hugo-Stinnes-Linien.
Deters war später Direktor der HAPAG. Zudem war er Mitglied des Vorstandes der Hamburg-Amerika-Linie und Vorstandsmitglied im Hamburger Nationalklub. 